# USS Idaho (BB-24)
El USS Idaho (BB-24) fue un acorazado tipo pre-dreadnought clase Mississippi, construido originalmente por la Armada de los Estados Unidos, de 1904 a 1908. Fue comprado por la Armada Griega en 1914 y fue renombrado como Lemnos, junto con su embarcación hermana Mississippi, renombrada Kilkis. Fue bautizado como Lemnos por la batalla de Lemnos, un enfrentamiento crucial en la primera guerra de los Balcanes. Armado con una batería de cuatro cañones de 305 mm, el Lemnos y su hermana fueron los navíos más poderosos de la flota griega. 
Tuvo poca acción durante la Primera Guerra Mundial. El monarca pro-alemán de Grecia, Constantino I, optó por permanecer neutral hasta octubre de 1916, cuando la presión de la Triple Entente lo obligó a abdicar en favor de un gobierno pro Entente. Durante el resto de la guerra, el Lemnos operó solamente como buque de defensa portuaria. Después de la Primera Guerra Mundial, tuvo servicio durante la intervención aliada en la guerra civil rusa, y en la guerra greco-turca, de 1919 a 1922. Durante la guerra con Turquía, el Lemnos apoyó los desembarcos griegos en Turquía, y participó en la última retirada griega por mar, en 1922. Permaneció en servicio hasta 1932, cuando fue usado como barco cuartel y posteriormente fue desarmado. Durante la invasión alemana a Grecia en 1941, la embarcación y su hermana fueron hundidas en la isla Salamina por bombarderos en picado Junkers Ju 87 alemanes. Ambos barcos fueron recuperados y desguazados después del final de la guerra.

## Diseño
Los dos acorazados de la clase Mississippi fueron ordenados bajo los términos de las asignaciones navales de 1903, que estipulaban un diseño máximo de desplazamiento de 13 000 toneladas largas. Este límite fue un esfuerzo liderado por oficiales navales de alto nivel, incluidos el almirante George Dewey, y el capitán Alfred Mahan, que creían que una fuerza de pequeños pero numerosos acorazados tipo pre-dreadnought se adaptarían mejor a las necesidades de la armada. Elementos en el Congreso también se opusieron a tamaño cada vez mayor, y más importante, al costo de cada nuevo diseño de acorazado. El desplazamiento limitado significó una reducción de 3000 toneladas largas, comparado con la anterior clase Connecticut, lo que requirió comprometer velocidad, armamento y blindaje, convirtiéndolos en diseños pobres incapaces de servir con la flota principal, lo que los llevó a su rápida eliminación.
El Idaho tenía una eslora de 116 m, una manga de 23 m, y un calado de 7.5 m. Tenía un desplazamiento estándar de 13 000 toneladas largas, y de 14 465 a máxima capacidad. Era impulsado por motores de vapor de triple expansión de dos ejes con una potencia de 10 000 caballos de fuerza (7 500 kW). El vapor era generado por ocho calderas Babcock & Wilcox de carbón conectadas a dos chimeneas. El sistema de propulsión generaba una velocidad máxima de 17 nudos (31 km/h). Tal como fue construido, tenía mástiles militares pesados, pero fueron reemplazados en 1909 por mástiles de celosía. Tenía una tripulación de 744 oficiales y marinos.
Estaba armado con una batería principal de cuatro cañones calibre 305 mm/45 en dos torretas dobles, una en cada extremo de la superestructura. Ocho cañones calibre 203 mm/45 estaban montados en cuatro torretas dobles, dos a cada lado de la línea central de la embarcación. La batería secundaria consistía en ocho cañones calibre 178 mm/45 montados individualmente en casamatas a lo largo del casco, dos menos que la clase Connecticut. Contaba con doce cañones calibre 76 mm/50 para la defensa a corta distancia contra buques torpederos (ocho cañones menos que en los Connecticut), y con seis cañones de 3 libras. Contaba también con dos cañones de 1 libra. El sistema de armamento de la embarcación se completaba con dos tubos lanzatorpedos de 533 mm en lanzadores sumergidos a los costados del casco.
Su cinturón blindado era de 178 a 229 mm de grosor, reduciéndose entre 100 a 180 mm en cada extremo. Esto significó una reducción de 51 mm comparado con los Connecticut. Las torretas de la batería principal tenían costados de 305 mm de grosor, montadas sobre barbetas de 250 mm. Su batería secundaria estaba protegida por costados de 180 mm de blindaje. La torre de mando delantera tenía costados de 229 mm de grosor.

## Historial de servicio

### Primeros años

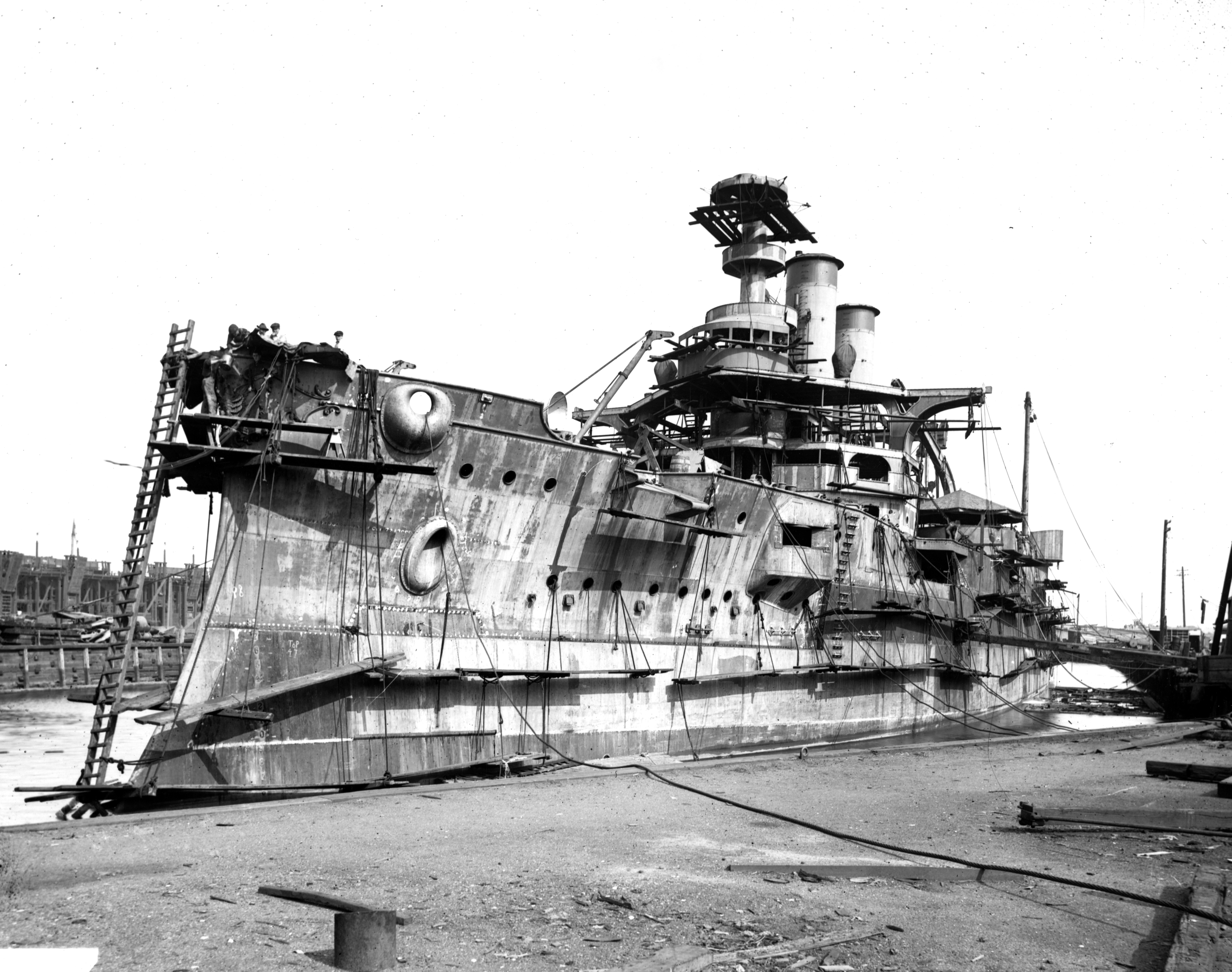
Acondicionamiento del USS Idaho en el astillero William Cramp & Sons

La quilla del USS Idaho fue colocada en el astillero William Cramp & Sons, en Filadelfia, el 12 de mayo de 1904, y fue botado el 9 de diciembre de 1905. Fue puesto en servicio con la flota el 1 de abril de 1908. Se puso en marcha el 15 de abril para sus pruebas en el mar, navegando hasta Hampton Roads, Virginia, donde se detuvo del 17 al 20 de abril antes de continuar a la bahía de Guantánamo, Cuba, para ejercicios de entrenamiento hasta principios de mayo. Zarpó de regreso al astillero de Filadelfia para su último acondicionamiento y reparaciones.
El 20 de junio, se embarcó en su primera operación en compañía del acorazado New Hampshire, transportando un contingente de cerca de 800 marines a la zona del Canal de Panamá para monitorear las elecciones celebradas en Panamá. Arribó a Colón seis días después, desembarcó a los marines, y partió inmediatamente después a la bahía de Guantánamo. Llegó a la base naval el 30 de junio y se abasteció de carbón antes de zarpar de vuelta a los Estados Unidos. En su arribo a Filadelfia, pasó por dique seco para mantenimiento que duró del 6 de julio al 12 de septiembre, después del cual se dirigió a Norfolk, Virginia, donde su mástil principal fue reemplazado por uno de celosía. La embarcación realizó pruebas de disparo en septiembre, seguido de un mantenimiento mayor en Filadelfia a finales del mes, que duró hasta el 9 de febrero de 1909.
Después de abandonar el astillero, fue asignado al 3.er Escuadrón de la Flota del Atlántico, el 17 de febrero, en compañía de su embarcación hermana Mississippi, el New Hampshire, y el Maine. Los cuatro acorazados recibieron a la Gran Flota Blanca en su retorno a Hampton Roads, y estuvieron presentes en la revista naval en el puerto, el 22 de febrero. El Idaho zarpó al sur hacia aguas de Cuba para ejercicios de entrenamiento de marzo a abril, y luego regresó a Filadelfia el 6 de mayo para un mantenimiento mayor que concluyó el 25 de julio. Se reunió con el resto de la flota frente a la costa de Massachusetts dos días después; después de abastecerse de carbón en Hampton Roads los primeros días de agosto, la flota realizó prácticas de tiro y otros ejercicios en los cabos de Virginia, iniciando el 12 de agosto. Estas operaciones culminaron con la celebración Hudson-Fulton en septiembre y octubre. Le siguió otro período en dique seco en Filadelfia, del 6 de octubre al 5 de enero de 1910.
El Idaho y el resto de la flota del Atlántico se unieron para ejercicios de entrenamiento en la bahía de Guantánamo, del 12 de enero al 24 de marzo, después de los cuales las embarcaciones regresaron a Hampton Roads para más entrenamientos de disparo. Le siguieron más reparaciones en Filadelfia, del 30 de abril al 17 de julio. Zarpó después a Newport, Rhode Island, donde embarcó a un contingente de la milicia naval de Rhode Island para un crucero de entrenamiento, del 19 al 23 de julio. Después de desembarcar a los hombres, inició una serie de ejercicios, que incluían simulacros de torpedos y de minas marinas junto con el resto de la flota. Llevó a cabo prácticas de disparo en agosto y septiembre, seguido por otro periodo en el astillero del 2 al 28 de octubre. A principios de noviembre, el 3.er Escuadrón cruzó el Atlántico para visitar Europa, con paradas en Gravesend, Reino Unido; y Brest, Francia. En su regreso a aguas cubanas, las embarcaciones realizaron simulacros de entrenamiento de batalla. Arribaron a la bahía de Guantánamo el 13 de enero de 1911, y por los siguientes dos meses, la flota realizó ahí sus maniobras anuales.

### 1911-1914

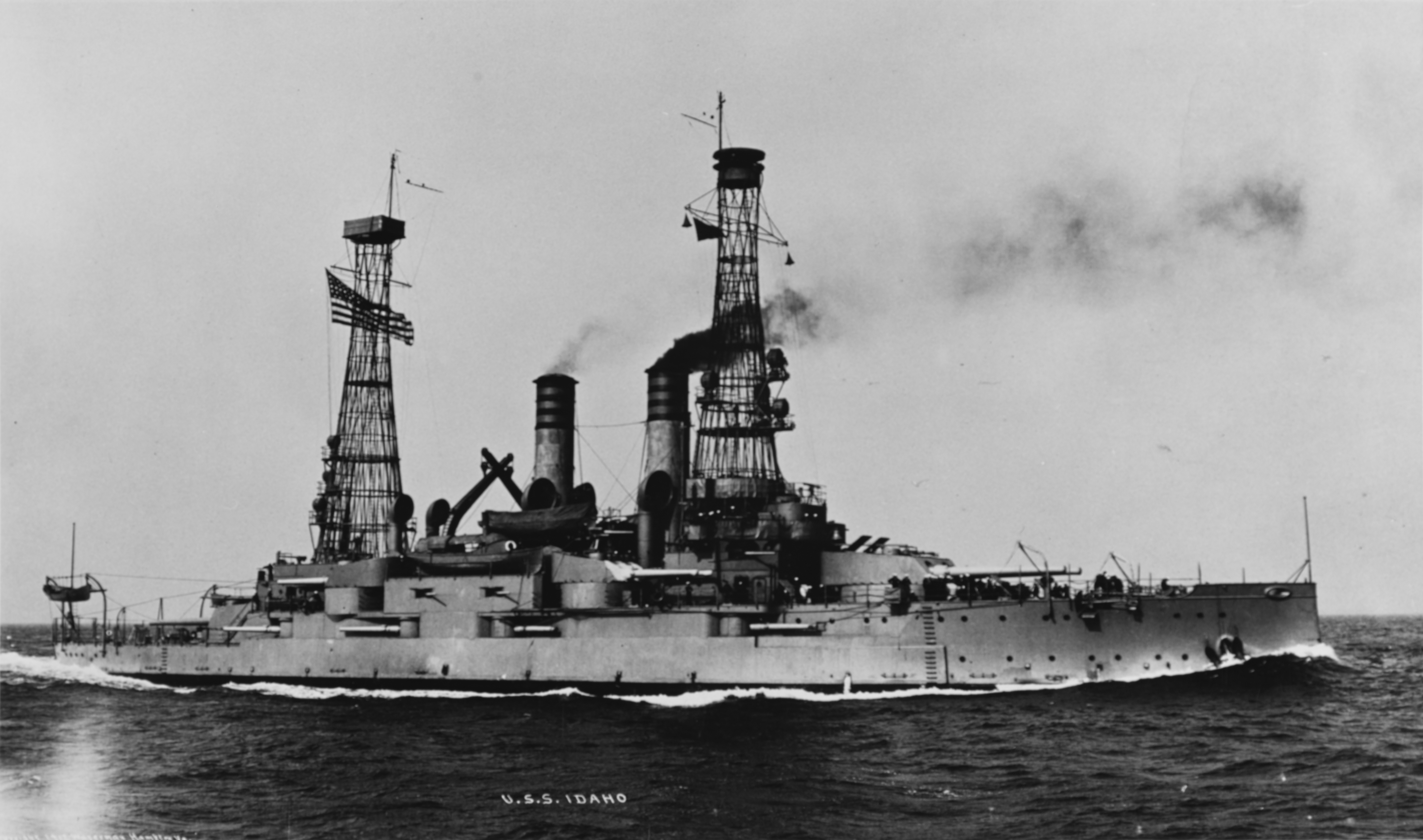
USS Idaho con sus dos mástiles de celosía instalados, 1912

La flota del Atlántico regresó a Hampton Roads el 17 de marzo y realizó prácticas de batalla ese mes y hasta abril. El Idaho regresó a Filadelfia para mantenimiento del 12 de abril al 4 de mayo. Zarpó desde ahí hacia el sur a la costa del Golfo de México para hacer un crucero en el río Misisipi, hasta el norte en Natchez. Le siguieron entrenamientos con torpedos en la costa de Pensacola en junio, después de los cuales regresó a Filadelfia para mantenimiento periódico. Las actividades del resto del año consistieron en maniobras frente a la costa de Massachusetts en julio y agosto, entrenamiento de artillería frente a los cabos de Virginia en agosto y septiembre, otra revisión en septiembre y octubre, y una revista naval en noviembre. Concluyó el año con más reparaciones y pruebas en el mar, que duraron hasta el 2 de enero de 1912.
Se unió a la flota en la costa de Hampton Roads el 3 de enero para juegos de guerra. Realizó más ejercicios con la flota en la costa de Cuba, del 12 de enero al 10 de febrero. Su participación en estas maniobras fue interrumpida cuando su motor de estribor se averió, obligándolo a regresar a Filadelfia el 17 de febrero para reparaciones que fueron completadas a mediados de agosto. Se puso de nuevo en marcha a Hampton Roads el 23 de agosto, reuniéndose con el resto de la flota dos días después. Le siguieron prácticas de blanco y con torpedos el mes de septiembre, y a principios de octubre se sometió a pruebas de resistencia y velocidad frente a la costa de Maine. Formó parte de una revista naval en Nueva York el 7 de octubre, después de la cual regresó a Hampton Road para más prácticas de tiro. El 7 de noviembre, la embarcación fue asignada a la 4.ª División de la Flota. Realizó otra práctica de blanco a finales de ese mismo mes, y el 8 de diciembre regresó a Filadelfia para otro período de mantenimiento.
Partió de Filadelfia el 2 de enero de 1913, para reunirse con la flota frente a la costa de Hampton Roads al día siguiente. Las embarcaciones reunidas se pusieron en marcha el 6 de enero hacia Cuba, donde realizaron prácticas con torpedos y otras maniobras hasta mediados de marzo, momento en que la flota regresó a Hampton Roads para entrenamientos pendientes, incluidas prácticas de blanco. Estas operaciones duraron hasta inicios de abril, y el Idaho partió a Filadelfia para mantenimiento del 10 al 16 de abril. Para este entonces, las condiciones en México se había deteriorado seriamente durante la Revolución Mexicana, así que la Armada de los Estados Unidos desplegó buques de guerra para proteger los intereses estadounidenses en el país. El Idaho fue enviado a Tampico, del 23 de abril al 22 de mayo, como parte de esas operaciones. De ahí, se movió a Veracruz el 23 de mayo, donde permaneció hasta el 22 de junio, entonces partió para reunirse con el resto de la flota. Comenzando el 30 de junio, la embarcación navegó frente a la costa de Nueva Inglaterra hasta julio, seguido de maniobras con la flota frente a Long Island en agosto. Realizó entrenamientos adicionales frente a los cabos de Virginia, que comenzaron a finales de ese mes, hasta el 24 de octubre. Arribó a Filadelfia al día siguiente, y el 27 de octubre fue degradado a la flota de la Reserva del Atlántico.
La embarcación fue reactivada el 16 de marzo de 1914 para tareas de entrenamiento, y el 9 de mayo zarpó a Annapolis, Maryland. Recogió a un contingente de guardamarinas de la Academia Naval, para un crucero de entrenamiento que comenzó el 7 de junio. Se unió al acorazado Missouri para un crucero en el Mediterráneo. Mientras seguía en el extranjero, comenzaron las negociaciones para la venta de la embarcación al gobierno griego. Grecia se involucró en una carrera armamentista naval con el Imperio Otomano a inicios de la década de 1910; en 1910, los otomanos habían comprado dos pre-dreadnoughts alemanes (renombrados Barbaros Hayreddin y Turgut Reis) y encargaron acorazados tipo dreadnought a Gran Bretaña, en 1911 y 1914. En respuesta, la Armada Griega encargó el dreadnought Salamina a Alemania en 1913, y el dreadnought Basileus Konstantinos a Francia. Como medida provisional, Grecia compró el Mississippi y el Idaho a la Armada de los Estados Unidos. El gobierno griego compró las embarcaciones a través de un intermediario, el constructor naval Fred Gauntlett, que los adquirió el 8 de julio y los entregó a Grecia. Mientras tanto, el Idaho y el Missouri se detuvieron en varios puertos de la región: Tánger, Marruecos; Gibraltar; y Nápoles, Italia. Una vez concluida la venta, el Idaho se separó del Missouri y navegó a Villefranche-sur-Mer, Francia, el 17 de julio, donde transfirió a toda su tripulación al acorazado Maine. La Armada Griega tomó posesión formalmente del acorazado el 30 de julio y lo renombró Lemnos, por la batalla de Lemnos durante la primera guerra de los Balcanes.

### Carrera con Grecia

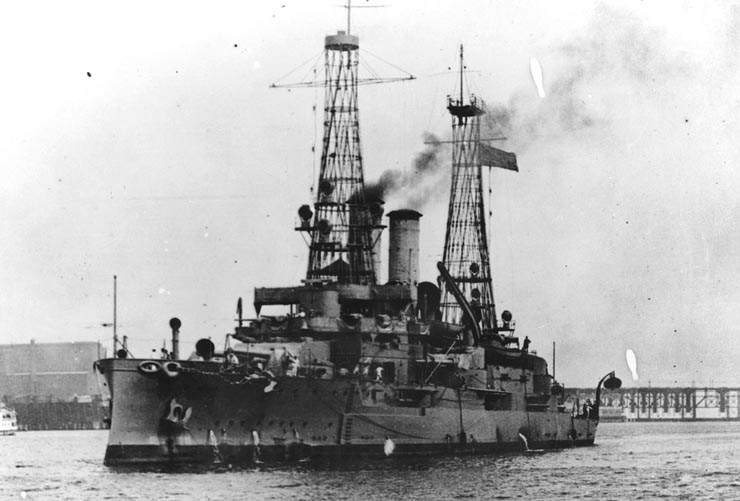
El Kilkis o el Lemnos, en un puerto de Estados Unidos.

Al estallar la Primera Guerra Mundial en julio de 1914, el monarca griego pro alemán, Constantino I, decidió permanecer neutral, así que las embarcaciones no vieron acción. Las potencias de la Triple Entente desembarcaron tropas en Salónica en 1915, lo que originó tensiones entre Francia y Grecia. Finalmente, los franceses detuvieron a la Armada Griega el 19 de octubre de 1916. La tripulación del Lemnos fue reducida al mínimo y le fueron quitados los cerrojos a sus cañones para inutilizarlos; todas la municiones y torpedos también fueron retiradas. Finalmente, un gobierno pro Entente liderado por el primer ministro Eleftherios Venizelos, reemplazó a Constantino y declaró la guerra a las Potencias Centrales. Sin embargo, el Lemnos no tuvo un servicio activo con los nuevos aliados de Grecia, y en cambio fue usado solamente para la defensa portuaria hasta el final de la guerra.
Después del fin de la Primera Guerra Mundial, se unió a la intervención aliada en la guerra civil rusa, y sirvió con la expedición a Crimea. Ahí, apoyó a los rusos blancos contra los comunistas. En abril de 1919, estuvo presente en la bahía de Feodosia, donde brindó apoyo con disparos al Ejército de Voluntarios. El 22 de abril, reconocimientos aéreos reportaron que el Ejército Rojo se estaba concentrando en la ciudad de Vladislovovka; el Lemnos y el crucero ligero británico HMS Caradoc bombardearon la ciudad, forzando a las fuerzas soviéticas a retirarse. Luego, prestó servicio durante la guerra greco-turca, donde apoyó los desembarcos que buscaban apoderarse del territorio otomano. La Armada Otomana había sido reducida por los Aliados después del fin de la Primera Guerra Mundial, por lo que no opusieron resistencia ante las actividades de la Armada Griega.
En febrero de 1921, fue destinado a Esmirna para apoyar la ocupación de la ciudad. Las operaciones llegaron a su fin en septiembre de 1922, cuando la Armada Griega fue forzada a evacuar por mar, junto con un número considerable de civiles de Asia Menor. La flota transportó un total de 250 000 soldados y civiles durante las evacuaciones. El Kilkis y el Lemnos partieron de Esmirna la tarde del 8 de septiembre. Mientras se encontraban de regreso a Grecia, el capitán Dimitrios Fokas, comandante del Lemnos, formó un comité revolucionario con Nikolaos Plastiras y Stilianos Gonatas, dos coroneles que apoyaban a Eleftherios Venizelos, derrotado en las elecciones de 1920. El 11 de septiembre de 1922, los hombres organizaron una revolución, y otras embarcaciones se amotinaron en favor del golpe. El rey Constantino I fue obligado a abdicar en favor de su hijo, Jorge II.
En 1932, fue colocado como inactivo en la reserva; le fueron removidas secciones de su placa de blindaje para construir fortificaciones en la isla de Egina. Fue desarmado en 1937 y posteriormente fue usado como barco cuartel.

### Segunda Guerra Mundial

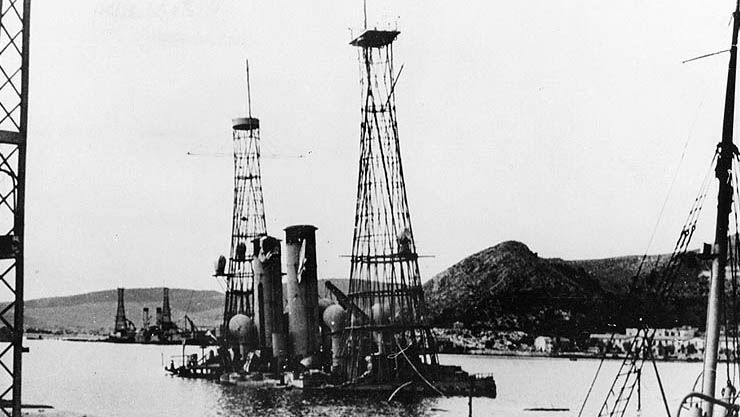
El Lemnos o el Kilkis hundido en la base de Salamina después de un ataque alemán, en 1941. Al fondo a la izquierda se aprecia su embarcación hermana.

El 28 de octubre de 1940, Italia invadió Grecia, iniciando así la guerra greco-italiana como parte de las ambiciones expansionistas del dictador italiano Benito Mussolini. El ejército griego derrotó rápidamente a los italianos, y los empujó a Albania. Menos de dos semanas después, la flota italiana sufrió graves daños en la incursión británica en Tarento, lo que redujo significativamente la amenaza que la Regia Marina representaba para la armada griega. El Lemnos permaneció fuera de servicio, pero sus cañones de repuesto, junto con los del Kilkis, fueron usados como baterías costeras a lo largo de Grecia. El 6 de abril de 1941, la Wehrmacht alemana invadió Grecia para apoyar a sus aliados italianos en el estancado conflicto. El ya obsoleto Lemnos fue bombardeado en la base de Salamina por bombarderos en picado JU 87 Stuka, el 23 de abril. La embarcación fue varada para evitar que se hundiera; su naufragio fue desguazado después del fin de la guerra.